# NGC 7420
NGC 7420 is een spiraalvormig sterrenstelsel in het sterrenbeeld Pegasus. Het hemelobject werd op 6 september 1863 ontdekt door de Duitse astronoom Albert Marth.

## Synoniemen
- MCG 5-54-18
- ZWG 496.23
- KARA 998
- NPM1G +29.0474
- PGC 70017